# 金属束缚

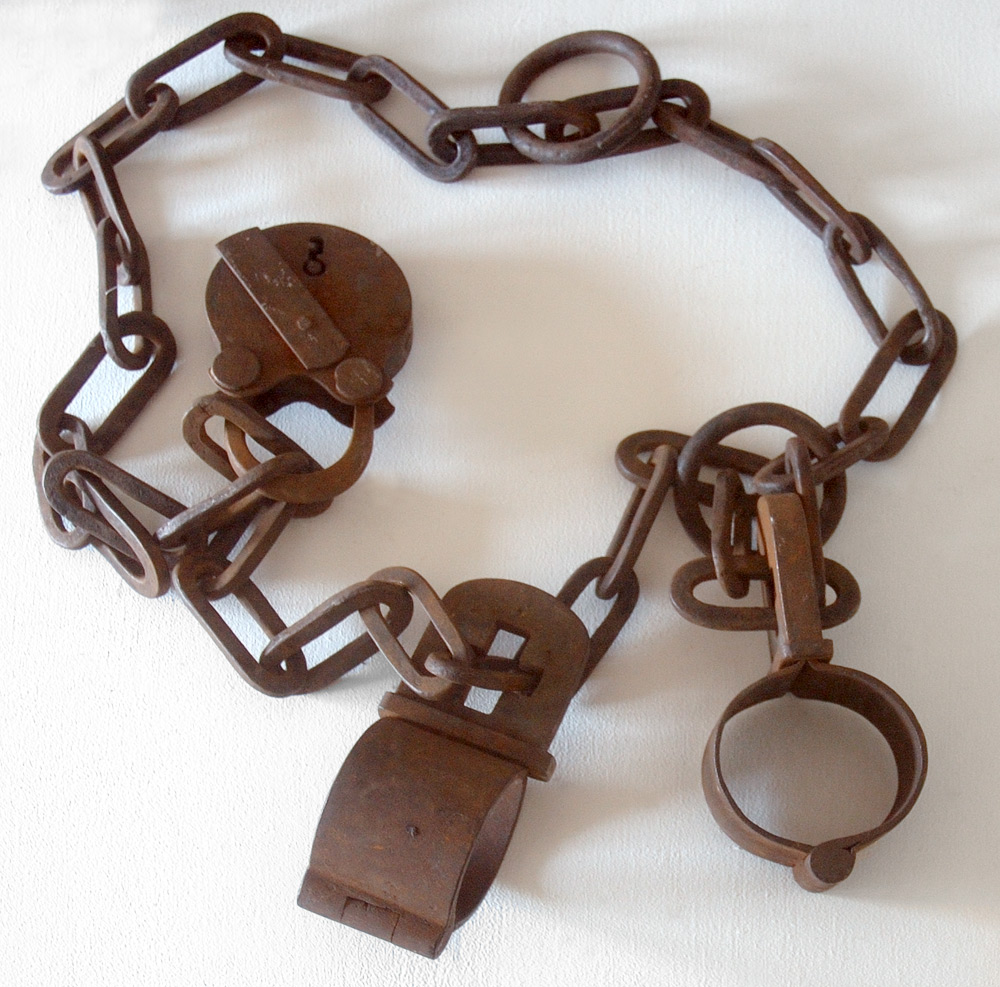
一种老式手铐

金属束缚，是指使用金属装置来对某人进行约束，这是BDSM活动的一种。不同于绳索，金属束缚通常需要精心准备，因为各式装备需要自己制作或者购买。装备型式各有不同，从简单的手铐或锁链到专门设计的椅子或复杂的连杆机构。锁链通常很重，装备者要将其挂起，而接触锁链会感觉寒冷以及锁链的响声会刺激听觉和触觉的感官，也可以增强地牢的氛围。